# شاين دنيس
شاين دنيس (بالإنجليزية: Shane Dennis)‏ هو لاعب كرة قاعدة أمريكي، ولد في 3 يوليو 1971.

## روابط خارجية
- شاين دنيس على موقع الدوري الياباني لكرة القاعدة (الإنجليزية)